# Destrose
Destrose war eine japanische Heavy-Metal-Band aus Tokio, die 2005 unter dem Namen Destroya gegründet wurde und bis 2015 bestand.
Die Gruppe veröffentlichte ein Studioalbum, ein Mini-Album, ein Videoalbum, sowie mehrere Singles. Im Jahr 2021 wurde Boxset auf den Markt gebracht, die sämtliche Produktionen enthält, die zu der Zeit entstanden als die Band beim Label Flying Cat unter Vertrag stand. Auch wenn ein kommerzieller Erfolg ausblieb, gilt Destrose in der japanischen Metalszene als Wegbereiterin des so genannten „Girls Metal Band Boom“.
Viele ehemalige Musikerinnen der Band gründeten später neue Gruppen wie etwa Lovebites, Fate Gear, Nemophila oder Mary’s Blood.

## Geschichte
Gitarristin Mina gründete im Dezember des Jahres 2005 die Band Destroya, welche Anfang 2007 in Destrose umbenannt wurde. Zu Beginn der Karriere fungierte Destrose als Coverband. Die Band hatte im Zeitraum ihrer musikalischen Aktivität immer wieder mit Wechseln innerhalb der Besetzung zu kämpfen. So waren im Jahr 2009 ehemalige Mitglieder von Destrose an der Gründung der Hard-Rock-Band Mary’s Blood beteiligt.
Nachdem die Band zwischen 2010 und 2012 vier Singles herausbrachten, erschien im April 2013 das nach der Band betitelte Debütalbum, das mit einer nationalen Konzertreise mit 14 Stationen in Japan beworben wurde. Das Album erreichte mit Platz 69 der heimischen Oricon-Albumcharts seine Höchstpositionierung und verblieb zwei Wochen lang in der Hitliste. Das im Jahr darauf herausgegebene Minialbum The Prologue schaffte es auf Platz 99 der heimischen Musikcharts.
In ihrer musikalischen Karriere teilte sich die Band die Bühne mit Gruppen wie der Iron-Maiden-Tribute-Band The Iron Maidens, Aldious oder Babymetal. Obwohl Destrose in ihrer aktiven Zeit keinen kommerziellen Erfolg erreichen konnte, gilt die Band in der japanischen Metalszene als Wegbereiterin des „Girls Metal Band Boom“.

## Stil
Die Musik von Destrose wurde in einer Besprechung des Debütalbums im japanischen Young Guitar Magazine als gitarrenlastiger Heavy Metal beschrieben, der trotz der zahlreichen Besetzungswechsel das Potenzial der Musikerinnen erkennen lasse.

## Diskografie

### Studioalben und EPs
| Jahr | Titel Musiklabel                | Höchstplatzierung, Gesamtwochen, AuszeichnungChartsChartplatzierungen (Jahr, Titel, Musiklabel, Platzierungen, Wochen, Auszeichnungen, Anmerkungen) | Anmerkungen                              |
| Jahr | Titel Musiklabel                | JP | Anmerkungen                              |
| ---- | ------------------------------- | --- | ---------------------------------------- |
| 2013 | Destrose Flying Cat Records     | JP69 (2 Wo.)JP | Erstveröffentlichung: 10. April 2013     |
| 2014 | The Prologue Flying Cat Records | JP99 (1 Wo.)JP | Erstveröffentlichung: 24. September 2014 |

### Singles
| Jahr | Titel Album                         | Höchstplatzierung, Gesamtwochen, AuszeichnungChartsChartplatzierungen (Jahr, Titel, Album, Platzierungen, Wochen, Auszeichnungen, Anmerkungen) | Anmerkungen                             |
| Jahr | Titel Album                         | JP | Anmerkungen                             |
| ---- | ----------------------------------- | --- | --------------------------------------- |
| 2010 | Hakai no Bara (破壊の薔薇) Destrose | — | Erstveröffentlichung: 2. Oktober 2010   |
| 2011 | Deathless Memories –                | JP162 (1 Wo.)JP | Erstveröffentlichung: 25. Mai 2011      |
| 2012 | Fenixx -To Revive- Destrose         | JP131 (1 Wo.)JP | Erstveröffentlichung: 28. März 2012     |
| 2012 | Nostphilia Destrose                 | JP107 (1 Wo.)JP | Erstveröffentlichung: 14. November 2012 |
| 2013 | Rin/Maze (霖 -Rin-/MAZE) –          | JP82 (1 Wo.)JP | Erstveröffentlichung: 13. November 2013 |

### Videoalben
| Jahr | Titel Musiklabel                                                       | Höchstplatzierung, Gesamtwochen, AuszeichnungChartsChartplatzierungen (Jahr, Titel, Musiklabel, Platzierungen, Wochen, Auszeichnungen, Anmerkungen) | Anmerkungen                         |
| Jahr | Titel Musiklabel                                                       | JP | Anmerkungen                         |
| ---- | ---------------------------------------------------------------------- | --- | ----------------------------------- |
| 2014 | 2013.11.14 Destrose One-man Live! At Shibuya O-West Flying Cat Records | JP82 (1 Wo.)JP | Erstveröffentlichung: 25. Juni 2014 |

### Boxsets
| Jahr | Titel Musiklabel                                                      | Höchstplatzierung, Gesamtwochen, AuszeichnungChartsChartplatzierungen (Jahr, Titel, Musiklabel, Platzierungen, Wochen, Auszeichnungen, Anmerkungen) | Anmerkungen                                  |
| Jahr | Titel Musiklabel                                                      | JP | Anmerkungen                                  |
| ---- | --------------------------------------------------------------------- | --- | -------------------------------------------- |
| 2021 | Chronicles ~The Complete Flyingcat Recordings~ Flying Cat Records/VAA | — | Erstveröffentlichung: 30. Juni 2021 3×CD+DVD |

## Vermächtnis
Die Gruppe gilt trotz des fehlenden kommerziellen Erfolgs als Wegbereiterin des „Girls Metal Band Boom“. Viele ehemalige Mitglieder der Band gründeten später andere Musikgruppen, die im Vergleich zu Destrose erfolgreicher sind.
Bandgründerin Mina rief noch im Monat der Auflösung von Destrose die Power-Metal-Band Fate Gear ins Leben. Sängerin Marina startete im Jahr 2014 die Metal-Band Mardelas. Saki schloss sich nach ihrem Ausstieg bei Destrose Mary’s Blood an, wo sie bis 2022 aktiv war. Zudem war sie ein Gründungsmitglied der 2019 gegründeten Rockband Nemophila in der sie bis Anfang 2024 spielte.
Im Jahr 2016 gründeten Miho und Haruna die Power-Metal-Band Lovebites, die zwei Jahre später als bester Newcomer bei den Metal Hammer Golden Gods Awards ausgezeichnet wurde.